# Takanomyia
Takanomyia – rodzaj muchówek z rodziny rączycowatych (Tachinidae).

## Wybrane gatunki
- T. frontalis Shima, 1988[1]
- T. parafacialis (Sun & Chao, 1994)[1]
- T. rava Shima, 1988[1]
- T. scutellata Mesnil, 1957[2][1]
- T. takagii Shima, 1988[1]